# 西光院 (足立区中川)
西光院（さいこういん）は、東京都足立区にある新義真言宗の寺院。新四国四箇領八十八箇所霊場第10番札所。

## 概要
江戸時代初期、浅田長右衛門の開基である。浅田長右衛門は豊臣家の家臣で、大坂の陣の後に当地の開拓者となって土着したという。
かつては桜の木が20本程度あって、春になると桜の花で満開になったことから「桜寺」と呼ばれていた。現在は数本しか残っていない。
寺宝の「田光り観音」は、水田の中から出土したといういわれがある観音菩薩像である。かつては観音堂に安置されていたが、現在は本堂に移動している。

## 文化財
田光り観音足立区登録有形民俗文化財
浅田長右衛門の墓足立区登録有形文化財 歴史資料
刷袈裟板木足立区登録有形民俗文化財
庚申塔（享保十七年銘）足立区登録有形民俗文化財

## 交通アクセス
- 亀有駅より徒歩12分。